# Villedômain
Villedômain ist eine Gemeinde im französischen Département Indre-et-Loire in der Region Centre-Val de Loire. Sie gehört zum Kanton Loches im gleichnamigen Arrondissement. Sie grenzt im Westen und im Norden an Loché-sur-Indrois, im Nordosten an Nouans-les-Fontaines und Écueillé, im Osten an Préaux, im Süden an Saint-Médard und im Südwesten an Châtillon-sur-Indre.

## Bevölkerungsentwicklung
| Jahr      | 1962 | 1968 | 1975 | 1982 | 1990 | 1999 | 2008 | 2015 |
| --------- | ---- | ---- | ---- | ---- | ---- | ---- | ---- | ---- |
| Einwohner | 270  | 234  | 157  | 124  | 117  | 122  | 120  | 118  |